# Temple protestant de Douai
Le temple protestant de Douai est un édifice religieux situé 70 rue de l'Hippodrome à Douai, dans le département du Nord. La paroisse est membre de l'Église protestante unie de France.

## Histoire

### Sous l'Ancien régime
La Réforme protestante arrive à Douai avec Pierre Brully, formé auprès de Jean Calvin à Strasbourg. Les idées humanistes de la Renaissance se diffusent dans la bourgeoisie éclairée du milieu des marchands de draps, de Tournai à Douai. Douai dépend alors des Pays-Bas espagnols, et l'Inquisition persécute les protestants. Les premiers martyrs sont exécutés en 1523. Les protestants se cachent et célèbrent leur culte clandestinement au Désert ou s'exilent dans les pays du Refuge, en particulier aux Provinces-Unies voisines où sont établies des Églises wallonnes francophones,.

### Depuis la Révolution
La liberté de culte est proclamée avec la Déclaration des droits de l'homme et du citoyen de 1789. A la fin du XIXe siècle, l’Église réformée de Douai dépend de la paroisse de Lille puis de Valenciennes. Le culte a lieu dans une salle de l’hôtel de ville. Le Réveil protestant francophone et le christianisme social se diffuse dans les milieux ouvriers des bassins miniers du Nord sous l'impulsion de Tommy Fallot et Élie Gounelle.
Un arrêté préfectoral du 8 août 1897 autorise la construction du temple. Celui-ci est inauguré le 16 mai 1901 par le pasteur Boissonnas.
En 1904 est construit l'Hippodrome de Douai en face du temple, cirque d'hiver municipal qui donne son nom à la rue. Il accueille aujourd'hui la scène nationale Tandem.
Après la loi de séparation des Églises et de l'État en décembre 1905, une assemblée générale le 4 mars 1906 réunit quatre-vingt quinze membres et forme l'association cultuelle. Le premier pasteur est Paul Barde. Pour lutter contre l'alcoolisme, le pasteur Viollier ouvre une section de la Croix Bleue, qui est toujours active. 
La paroisse rassemble depuis 1992 le temple protestant de Liévin, le temple protestant de Lens, et ceux de Hénin-Beaumont et de Douai. En septembre 2021 s'installe le pasteur actuel, Charles Klagba,.

## Architecture
Le temple est un édifice en brique, couvert de tuiles, de plan rectangulaire et de style néo-roman. Le porche est décoré d'un bas-relief représentant une Bible ouverte, symbole traditionnelles des églises réformées. La Bible est posée sur un lutrin, surmontée par un soleil levant rayonnant et encadré par des volutes de feuilles d'acantes se terminant par deux pommes de pins. Sur la page de gauche est gravée « Jésus Christ a dit : Allez et prêchez l'Évangile » et sur la page de droite « à toute créature humaine Ev. selon S. Marc Chapître XVI, 15 ». Un verset complète l'archivolte en lettres capitales « Ma maison est une maison de prière », extrait de l'Évangile selon Matthieu 21, 13 citant le Livre d’Ésaïe 56, 7.
L'intérieur est sobre et épuré. La chaire à prêcher est surélevée par une estrade. Une grande croix en bois nue, sans représentation du crucifié, est accrochée au mur. Une Bible est présenté sur une table de communion en chêne.